# Noah’s train

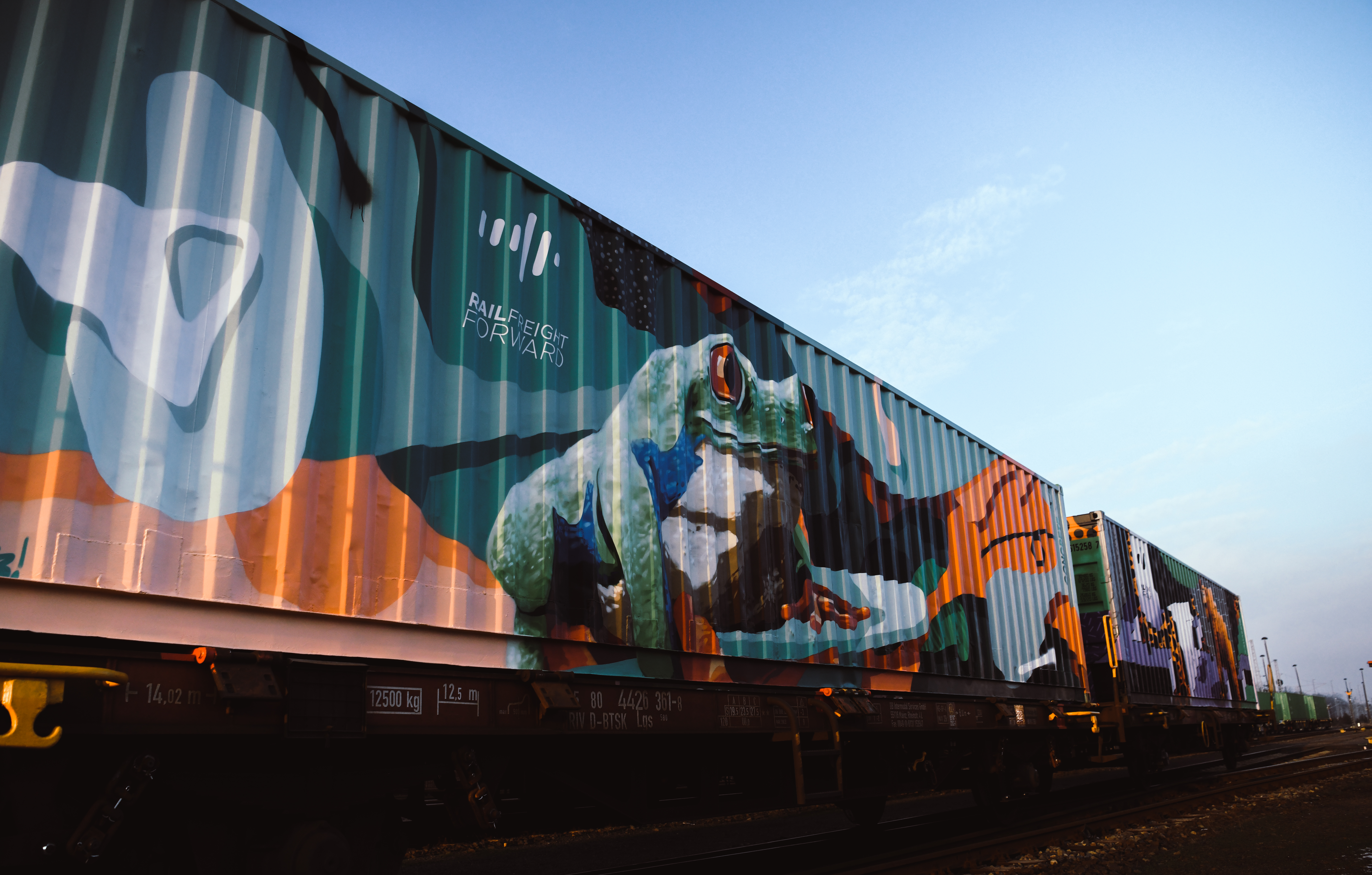
Container mit Grasfrosch-Motiv als Teil von Noah’s train

Noah’s train (englisch für Noahs Zug) ist ein mit Graffiti verzierter Güterzug, der zu Werbezwecken durch mehrere Länder Mitteleuropas verkehrte. Es handelt sich um das längste mobile Kunstwerk der Welt.

## Beschreibung
Der Zug enthält Container, die durch Motive aus der Natur (Fauna, Flora) verziert sind. Die Darstellung entsprechen der standardisierten Größe von Containern. Motive sind beispielsweise ein Grasfrosch, ein Marienkäfer, eine Krabbe, ein Chamäleon, ein Schwertwal, ein Flamingo und ein Braunbär. Zusätzlich ist durch Schablonentechnik die Aufschrift Railfreight forward aufgebracht.

## Fahrt
Gestartet ist der Zug auf der UN-Klimakonferenz 2018 im Bahnhof Katowice am 14. Dezember 2018. Danach gab es Halte in Wien (14. Januar 2019), Berlin (24. Januar 2019), Paris (5. Februar 2019) und Brüssel (20. Februar 2019). In Wien gab es dazu einen Empfang mit Bundespräsident Alexander Van der Bellen und Verkehrsminister Norbert Hofer. Bei jedem Halt des Zuges werden Motive auf zwei zusätzliche im Rohzustand grüne Container angebracht. Weitere Halte sind in Rom, München, Mannheim und Oberhausen geplant. Zum Austrian World Summit sollte das Kunstwerk am 28. Mai 2019 wiederum in Wien sein.

## Hintergrund
Die künstlerische Organisation geschieht durch die Wiener Agentur Concrete um Paul Hoffman. Getragen wird das Projekt durch Rail Freight Forward, einem Zusammenschluss der Verbände CER, UIC, ERFA und VDV. Weitere Beteiligte sind BLS Cargo, ČD Cargo, CFL Cargo, DB Cargo, Green Cargo, Lineas, LTE Group, Mercitalia, Ost-West Logistik, PKP Cargo, Rail Cargo Group, SBB Cargo, SNCF Logistics sowie ZSSK Cargo. Das Ziel des Projekts ist den Anteil des Güterverkehrs von 18 Prozent (2018) auf 30 Prozent bis 2030 zu steigern.

## Aussage
Der Name stellt einen direkten Bezug zur biblischen Arche Noah dar, welche gemäß dem Buch Genesis als Rettungsboot gegen die durch schwere Sünden hervorgerufene Sintflut erbaut worden sein soll. Der Zug soll ein Zeichen für mehr Klimaschutz sein und wirbt für die Verlagerung von mehr Verkehr auf die Schiene.